# Naifaru
Naifaru is een van de bewoonde eilanden van het Lhaviyani-atol behorende tot de Maldiven. Naifaru is de hoofdstad van het Lhaviyani-atol.

## Demografie
Naifaru telt (stand september 2007) 2171 vrouwen en 2440 mannen.